# Seijo no Maryoku wa Bannō Desu
Seijo no Maryoku wa Bannō Desu (聖女の魔力は万能です?  lit. La magia de la santa es todopoderosa), también conocido como The Saint's Magic Power is Omnipotent en inglés, es una serie de novelas ligeras japonesas escritas por Yuka Tachibana e ilustradas por Yasuyuki Syuri. Comenzó a publicarse en 2016 en el sitio web de publicación de novelas generadas por usuarios Shōsetsuka ni Narō. Más tarde fue adquirida por la editorial Fujimi Shobo, que ha publicado seis volúmenes desde febrero de 2017 bajo su sello Kadokawa Books.
Una adaptación al manga con arte de Fujiazuki ha estado publicándose a través del sitio web ComicWalker de Kadokawa Shoten desde julio de 2017 y se ha recopilado en cinco volúmenes en formato tankōbon. Tanto la novela ligera como el manga han sido licenciados en Norteamérica por Seven Seas Entertainment. Fue adaptada a un anime por el estudio Diomedéa que se emitió del 6 de abril al 22 de junio de 2021. El 13 de julio de 2021, Funimation comenzó a transmitir el doblaje en inglés del anime.

## Argumento
Sei Takanashi, una oficinista, regresa a casa a altas horas de la noche y luego es convocada al mundo mágico de Salutania. El ritual que la convocó, destinado a producir una "Santa" que desterraría la magia oscura, atrajo a dos personas en lugar de una. El príncipe heredero prefiere a la segunda chica que a Sei. Sin inmutarse, Sei sigue sus propios propósitos y se decide en ser investigadora en el Instituto de Investigación de Flora Medicinal, un establecimiento conocido por sus estudios sobre hierbas y pociones. Mientras se entrega a su última pasión, Sei tiene un fatídico encuentro con el comandante de la Tercera Orden de Caballeros. Pero poco sabe ella, su aptitud como santa seguirá ejerciendo su influencia sobre su nueva vida.

## Personajes
Sei Takanashi (小鳥遊 聖 Takanashi Sei?) / Sei (セイ Sei?)
Voz por: Yui Ishikawa, Mónica Moreno (español latino)
Una mujer de unos 20 años que trabajaba en una oficina corporativa. Después de llegar a casa muy tarde una noche, se encuentra atrapada en un campo mágico y, de repente, está sentada en el suelo en un lugar de aspecto medieval junto a una chica que parece estar en su la adolescencia. Un hombre pelirrojo que se hace llamar príncipe heredero llama a la otra mujer su "Santa" e ignora a Sei. Ella encuentra un propósito para sí misma después de descubrir el jardín de flores y hierbas fuera del palacio. Tiene un buen conocimiento de las flores y las hierbas y las aprovecha como investigadora en el Instituto de Investigación de Flora Medicinal. Las pociones y la comida que prepara son 1,5 veces más efectivas que las de los demás. Con solo concentrarse, puede traducir visualmente los idiomas nativos escritos al japonés.
Albert Hawke (アルベルト Aruberuto Hōku?)
Voz por: Takahiro Sakurai, Roberto Salguero (español latino)
Comandante de la Tercera Orden de los Caballeros del Reino de Salutania. Después de que Sei lo salva con una poción curativa de alta calidad que ella hizo, él desarrolla sentimientos románticos por ella. Es el tercer hijo de un margrave. Puede usar magia de hielo, que se considera rara, para crear paredes protectoras de hielo.
Johan Valdec (ヨハン・ヴァルデック Yohan Vuarudekk?)
Voz por: Takuya Eguchi, Eduardo Ramírez (español latino)
Es el director del Instituto de Investigación de Flora Medicinal. Invita a Sei a unirse oficialmente a ellos. Albert Hawke es un viejo amigo suyo. Sospecha que Sei podría ser la verdadera "Santa". Su padre es un conde.
Yuri Drewes (ユーリ・ドレヴェス Yūri Dorevuesu?)
Voz por: Yūsuke Kobayashi, Ernesto Cronik (español latino)
El Gran Mago del Reino de Salutania y el director de la Real Academia de Magos. Él es quien convocó a Sei y Aira. Usó tanto de su poder mágico para la invocación que tuvo que dormir durante bastante tiempo.
Jude (ジュード Jūdo?)
Voz por: Taku Yashiro, Alfredo Leal (español latino)
Un hombre de cabello verde que parece tener la edad de Sei. Ella lo conoce por primera vez en el jardín de flores y hierbas fuera del palacio. Es investigador del Instituto de Investigación de Flora Medicinal. Se le asigna entrenar a Sei después de que sea aceptada en el Instituto. Él le enseña cómo hacer una poción básica y cómo se usa la magia en este mundo.
Erhart Hawke (エアハルト・ホーク Eaharuto Hōku?)
Voz por: Yūichirō Umehara, Carlo Vázquez (español latino)
El subdirector de la Royal Mage Academy. Hace la primera evaluación de la capacidad de encantamiento de Sei y se lo informa al rey. Es uno de los hermanos mayores de Albert Hawke.
Elizabeth Ashley (エリザベス・アシュレイ Erizabesu Ashurei?)
Voz por: Reina Ueda, Ana Lucía Ramos (español latino)
Una mujer de la nobleza adolescente. De vez en cuando se encuentra con Sei en la biblioteca del palacio y hablan. Se convierte en amiga de Sei y le permite usar su apodo de Liz. Elizabeth le dice a Sei que la mayoría de las mujeres se refieren al Comandante Hawke como el "Caballero de Hielo" porque él les da la espalda a las hijas de los nobles y puede usar magia de hielo. Es hija de un marqués, prometida del príncipe heredero y estudiante de tercer año en la Royal Academy; la escuela secundaria para los hijos de los nobles.
Aira Misono (御園 愛良 / アイラ Misono Aira / Aira / Islay?)
Voz por: Kana Ichinose, Gaby Ugarte (español latino)
Una niña de 16 años que fue convocada junto con Sei. Ella es la que el príncipe heredero declaró que era la "Santa" y la ha mantenido en estricto control desde su llegada. Asistió a la Royal Academy en su último año mientras estaba bajo el control del príncipe Kyle. Después de graduarse, se unió a la Royal Mage Academy para continuar sus estudios de magia.
Kyle Salutania (カイル・スランタニア Kairu Surantania?)
Voz por: Jun Fukuyama, Charly Wolfy (español latino)
El príncipe heredero del Reino de Salutania. Es un estudiante de último año en la Royal Academy. Debido a su ignorancia del otro mundo y sus costumbres, Kyle eligió a la hermosa joven Aira como santa e ignoró a Sei. Él sabía de que Sei era la verdadera santa, pero no la quiso reconocer porque no la consideraba atractiva. Conspiró para evitar que el reino atacara a Aira por su estupidez cuando Sei fue confirmada como la verdadera santa, lo que finalmente terminó sin sentido.
Rain Salutania (レイン・スランタニア Rein Surantania?)
Voz por: Aoi Ichikawa
Es el segundo príncipe del Reino de Salutania. Es un estudiante de tercer año en la Royal Academy.
Siegfried Salutania (ジークフリート・スランタニア Jīkufurīto Surantania?)
Voz por: Jin Yamanoi, Gerardo García (español latino)
El rey de Salutania, una sociedad muy aristocrática donde solo los nobles tienen apellidos. Parece ser muy comprensivo con Sei.
Dominic Goltz (ドミニク・ゴルツ Dominiku Gorutsu?)
Voz por: Akio Kato, Jorge Badillo (español latino)
El Primer Ministro de Salutania. Está convencido de que Sei es la Santo, pero le preocupan las consecuencias políticas si se demuestra que el primer príncipe está equivocado.
Damian Goltz (ダミアン・ゴルツ Damian Gorutsu?)
Voz por: Haruki Ishiya, Ricardo Bautista (español latino)
El hijo del primer ministro además de ser un amigo cercano y compañero de clase del primer príncipe. Espera heredar la oficina de su padre.
Corrina (コリンナ Korinna?)
Voz por: Mami Koyama, Yolanda Vidal (español latino)
Una "alquimista" muy experimentada (fabricante de pociones) encargada de hacer pociones para el dominio de Klausner. Ella le muestra a Sei el único diario conocido de un Santo anterior para ayudarla a aprender cómo activar y usar su "Magia del Santa".
Leonhardt (レオンハルト Reonharuto?)
Voz por: Satoshi Hino, Víctor Ugarte (español latino)
Un nativo del Dominio de Klausner que está a cargo de su escuadrón de mercenarios local encargado de controlar a los monstruos. Es muy alto y musculoso con una actitud amistosa. No es alguien muy versado o acostumbrado a usar la etiqueta adecuada al hablar.

## Medios

### Novelas ligeras
| N.º | Fecha de lanzamiento     | ISBN original     |
| --- | ------------------------ | ----------------- |
| 1   | 10 de febrero de 2017    | 978-4-04-072185-9 |
| 2   | 8 de septiembre de 2017  | 978-4-04-072366-2 |
| 3   | 10 de octubre de 2018    | 978-4-04-072616-8 |
| 4   | 10 de mayo de 2019       | 978-4-04-072617-5 |
| 5   | 10 de febrero de 2020    | 978-4-04-073488-0 |
| 6   | 10 de septiembre de 2020 | 978-4-04-073489-7 |
| 7   | 8 de mayo de 2021        | 978-4-04-073489-7 |

### Manga
| N.º | Fecha de lanzamiento | ISBN original     |
| --- | -------------------- | ----------------- |
| 1   | 5 de febrero de 2018 | 978-4-04-069683-6 |
| 2   | 5 de octubre de 2018 | 978-4-04-069988-2 |
| 3   | 5 de julio de 2019   | 978-4-04-065804-9 |
| 4   | 5 de febrero de 2020 | 978-4-04-064372-4 |
| 5   | 5 de octubre de 2020 | 978-4-04-064885-9 |
| 6   | 5 de junio de 2021   | 978-4-04-680463-1 |

### Anime
El 7 de septiembre de 2020, Kadokawa anunció que la serie recibiría una adaptación de anime. Más tarde se reveló que era una serie de televisión animada por Diomedéa. La serie está dirigida por Shōta Ihara, con Wataru Watari que supervisó los guiones, Masakazu Ishikawa realizó el diseño de los personajes, Kenichi Kuroda compuso la música de la serie y Aira Yūki como productora musical. La serie se emitió entre el 6 de abril al 22 de junio de 2021 en AT-X, Tokyo MX, MBS y BS11. Yūki también interpretó el tema de apertura, "Blessing", mientras que NOW ON AIR interpretó el tema de cierre, "Page for Tomorrow". Funimation obtuvo la licencia de la serie fuera de Asia. Muse Communication ha obtenido la licencia de la serie en el sur y el sudeste de Asia y la está transmitiendo en su canal de YouTube Muse Asia. Tras la adquisición de Crunchyroll por parte de Sony, la serie se trasladó a Crunchyroll obteniendo la licencia de la serie fuera de Asia.
El 1 de octubre de 2021, Funimation anunció que la serie recibió un doblaje en español latino, que se estrenó el 28 de octubre. Debido a la fusión con Sony, el 20 de septiembre de 2023, Crunchyroll anunció que la serie recibirá un doblaje en español latino de la segunda temporada, que se estrenará próximamente.
El 9 de marzo de 2022, se anunció que la serie recibirá una segunda temporada. Los principales miembros del personal están regresando para repetir sus roles. Su estreno está previsto para el 3 de octubre de 2023.